# Décembre 1923

## Événements
- Allemagne : réforme fiscale. Hausse des impôts et compression des dépenses.
- Mexique : les États-Unis apportent leur soutien au régime Obregón lors d’une révolte avortée menée par Adolfo de la Huerta.

- 1er décembre, Allemagne : le Dr Wilhelm Marx du Zentrum devient chancelier

- 5 décembre : défaite des Conservateurs aux législatives au Royaume-Uni (258 sièges pour 191 travaillistes et 159 libéraux).

- 14 décembre : fixation du temps de travail à 54 heures pour les fonctionnaires et 59 heures pour les ouvriers des usines sidérurgiques.

- 15 décembre : Staline lance sa première attaque personnelle contre Trotski qui vient de publier une lettre dans la Pravda accusant les bureaucrates de refuser le « cours nouveau ». Il forme une première troïka antitrotskiste avec Kamenev et Grigori Zinoviev.

- 16 décembre : victoire de Eleftherios Venizelos aux législatives en Grèce.

- 17 décembre, France : le PCF propose à la SFIO de constituer un bloc ouvrier et paysan en vue des prochaines élections. Les socialistes refusent et optent pour le Cartel des gauches.

- 18 décembre : Tanger devient ville internationale jusqu'en 1956.

- 21 décembre :
  - [1] : traité d'amitié de Katmandou. L'indépendance du Népal est reconnue par le Royaume-Uni;
  - le dirigeable français « Dixmude » disparaît en Méditerranée au large des côtes siciliennes en raison d'un orage. Aucun survivant parmi les 52 personnes présentes à bord. Tous les membres de l'équipage reçurent, pour la première fois dans l'histoire de l'institution, le Légion d'honneur à titre posthume.

- 22 décembre : fuite en Chine du neuvième panchen lama Thubten Chökyi Nyima, à la suite de malentendus avec le treizième dalaï-lama Thubten Gyatso.

## Naissances
- 1er décembre : Morris, dessinateur de bande dessinée, belge († 16 juillet 2001).
- 2 décembre :
  - Maria Callas, cantatrice grecque († 16 septembre 1977).
  - Léon Schwartzenberg, médecin français († 14 octobre 2003).
- 3 décembre : Paul Shan Kuo Hsi, cardinal chinois, archevêque émérite de Kaohsiung († 22 août 2012).
- 6 décembre : Emile Hemmen, écrivain et poète luxembourgeois († 8 janvier 2021).
- 8 décembre : Pio Taofinu'u, cardinal samoan († 20 janvier 2006).
- 9 décembre : Jean Orchampt, évêque catholique français, évêque émérite d'Angers († 21 août 2021).
- 10 décembre : Jorge Semprún, auteur espagnol, connu notamment pour ses fictions sur les camps de concentration († 7 juin 2011).
- 12 décembre : 
  - Antoni Tàpies, peintre espagnol († 6 février 2012).
  - Emahoy Tsegué-Maryam Guèbrou, musicienne éthiopienne († 27 mars 2023).
  - Bob Barker, producteur et animateur de télévision américain († 26 août 2023).
- 13 décembre : Edward Bede Clancy, cardinal australien, archevêque émérite de Sydney.
- 14 décembre : Francis Hardy, personnalité politique française († 12 mars 2021).
- 18 décembre : Lotti van der Gaag, peintre et sculptrice néerlandaise († 20 février 1999).
- 19 décembre :
  - Maurice Bellet, prêtre catholique français († 5 avril 2018).
  - Caio Mario Garrubba, photographe italien († 2 mai 2015).
- 20 décembre : René Faye, coureur cycliste français († 8 janvier 1994).
- 21 décembre : Willie Julian Usery, Jr., responsable syndical et homme politique américain († 10 décembre 2016).
- 22 décembre : Gloria Escoffery, poétesse jamaïcaine († 24 avril 2002).
- 23 décembre :
  - Hassan El Glaoui, peintre marocain († 21 juin 2018).
  - José Serra Gil, coureur cycliste espagnol († 12 juin 2002).
  - James Stockdale, amiral américain († 5 juillet 2005).
- 24 décembre :
  - Agnès Nanquette, peintre et romancière française († 18 février 1976).
  - Lucien Vieillard, résistant et peintre français († 24 novembre 2021).
- 25 décembre :
  - Luis Álamos, footballeur chilien († 26 juin 1983).
  - René Girard, anthropologue, historien et philosophe français († 4 novembre 2015).
  - Robert Hauvespre, footballeur français († 30 novembre 1997).
  - Maryan Marresch, footballeur français († 26 février 2005).
- 27 décembre :
  - Serge Collot, altiste français († 11 août 2015).
  - Lucas Mangope, homme politique sud-africain († 18 janvier 2018).
  - Elisabeth Versluys, actrice néerlandaise († 18 novembre 2011).
- 29 décembre : 
  - Cheikh Anta Diop, historien et anthropologue sénégalais (†7 février 1986).
  - Yvonne Choquet-Bruhat, mathématicienne et physicienne française († 11 février 2025).
- 30 décembre : Jacques Dynam, comédien († 11 novembre 2004).
- 31 décembre : Louis Vuillermoz, peintre et lithographe français († 23 septembre 2016).

## Décès
- 5 décembre : Maurice Barrès, écrivain français.
- 9 décembre : John Herbert Turner, premier ministre de la Colombie-Britannique.
- 10 décembre : Thomas George Bonney, géologue britannique.
- 12 décembre : Raymond Radiguet, romancier et poète français.
- 23 décembre : Ivan Pokhitonov, peintre russe (° 27 janvier 1850).
- 27 décembre : Gustave Eiffel, ingénieur français.